# كرايغ هانسن
كرايغ هانسن (بالإنجليزية: Craig Hansen) هو لاعب كرة قاعدة أمريكي، ولد في 15 نوفمبر 1983 في غلين كوف في الولايات المتحدة.

## وصلات خارجية
- كرايغ هانسن على موقع دوري كرة القاعدة الرئيسي (الإنجليزية)
- كرايغ هانسن على موقعبيزبول رفرنس.كوم (الدوري الرئيسي) (الإنجليزية)
- كرايغ هانسن على موقعبيزبول رفرنس.كوم (الدوري الثانوي) (الإنجليزية)
- كرايغ هانسن على موقع إي إس بي إن.كوم (أم.أل.بي) (الإنجليزية)
- كرايغ هانسن على موقع مشجعي الرسوم البيانية (الإنجليزية)